# D-12
D-12 er en Hip Hop-gruppe fra Detroit, USA. Gruppen tæller bl.a. Eminem og den nu afdøde Proof.

## Diskografi
- Devil's night (2001)
- D-12 world (2004)

 Der er for få eller ingen kildehenvisninger i denne artikel, hvilket er et problem. Du kan hjælpe ved at angive troværdige kilder til de påstande, som fremføres i artiklen.

| Musikgruppe | Spire Denne artikel om en amerikansk musikgruppe er en spire som bør udbygges. Du er velkommen til at hjælpe Wikipedia ved at udvide den. |